# Внуково (Дмитровский городской округ)
Внуково — село в Дмитровском районе Московской области России. До 2006 года Внуково было центром Внуковского сельского округа. Население — 241 чел. (2010).
В селе действует Троицкая церковь 1877 года постройки.

## Расположение
Село расположено в центральной части района, примерно в полукилометре от северо-восточной окраины Дмитрова, на безымянном ручье, левом притоке реки Якоть, высота центра над уровнем моря 184 метра. Ближайшие населённые пункты — Игнатовка на западе, Кунисниково на юге и Поддубки на севере.

## История

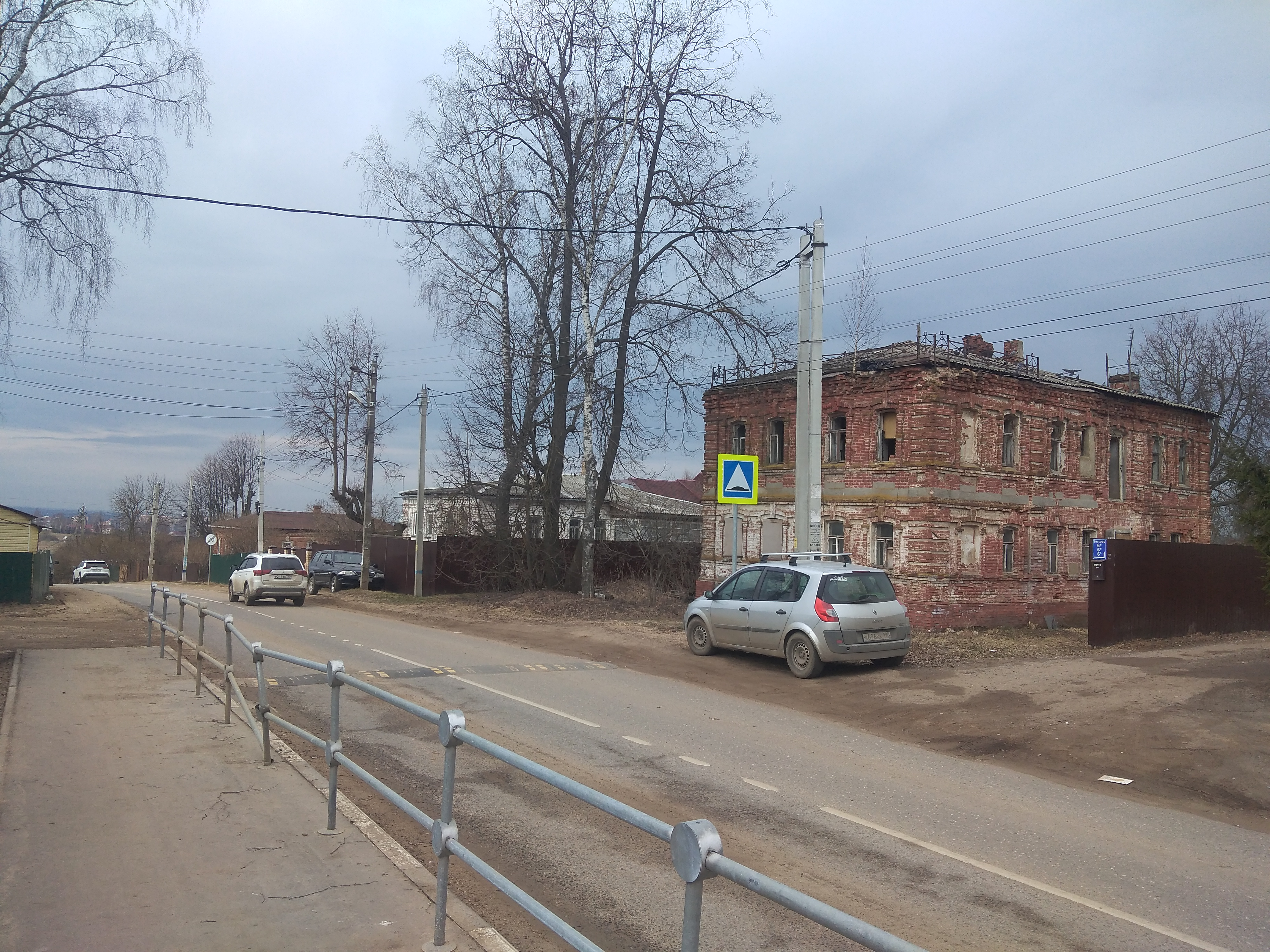
Двухэтажный кирпичный дом И. В. Чуксина

Село также носило названье Елпатьевского, по названию Епатьевской церкви (Ипатий Чудотворец). Село принадлежало Калязинскому Свято-Троицкому Макарьевому монастырю. После событий Смутного времени церковь разрушается, по Писцовому описанию 1627/29 года Внуково числится деревней. Только в 1633 году строится заново церковь Евпатия.
В 1751 году по записям Исповедальным ведомостям Внуковского церковного прихода во Внуково проживало в 28 крестьянских дворах 305 человек (148 мужчин) и в 1 церковном дворе 6 человек (3 мужчины).
После екатерининского указа 1764 года о секуляризационной реформе село переходит в Государственную коллегию экономии.
В селе был развит позументный промысел, с конца XIX века работала позументная фабрика Ивана Чуксина. С ростом экономики развивалось и село, строились каменные здания.
В 1899 году во Внуково была открыта церковно-приходская школа. В 1917 году в селе училось 57 учеников.
На 1913 года село входило в Подчёрковскую волость Дмитровского уезда Московской губернии.
В первые годы советской власти образование Внуковского сельсовета Дмитровской волости. В 1929 году село входит в состав образованного Дмитровского района Московской области. 
В 1931 году во Внуково был сформирован колхоз «Колос».
С 2005 по 2018 года в находилось в составе городского поселения Дмитров.

## Население
| 2002 | 2006 | 2010 |
| ---- | ---- | ---- |
| 235  | ↘190 | ↗241 |

## Достопримечательности
Деревянная Троицкая церковь известна с 1785 года. Каменная церковь была построена в конце XIX века по проекту архитектора И. П. Петрова (1876 год). Трапезная и колокольня заложены в 1877, построены в 1883 году. Здание храма (холодная церковь) начата в 1884, а закончена в 1893 году.